# Botewo (obwód Wraca)
Botewo (bułg. Ботево) – wieś w Bułgarii, w obwodzie Wraca, w gminie Chajredin. Według danych szacunkowych Ujednoliconego Systemu Ewidencji Ludności oraz Usług Administracyjnych dla Ludności, 15 września 2023 roku miejscowość liczyła 69 mieszkańców.